# Juan Faustino Bruil y Olliarburu
Juan Faustino Bruil y Olliarburu (Saragossa, 25 de febrer de 1810 - 21 de febrer de 1878) va ser un banquer, polític i comerciant aragonès, ministre d'Hisenda durant el regnat d'Isabel II d'Espanya.

## Biografia
Inicio la seva activitat empresarial en Saragossa al costat del comerç dels seus pares. Es desconeix la seva formació acadèmica, però amb la creació del Banco de San Fernando, és comissionat en el mateix. Funda en 1845 al costat d'altres industrials i comerciants, i presideix, la primera societat anònima financera en Aragó, Caja de Descuentos Zaragozana, i que es convertirà més tard en el Banc de Saragossa.
Membre del Partit Progressista era molt vinculat a Baldomero Espartero en el seu esperit lliurecanvista i a qui va conèixer personalment en el seu retir de Logronyo. Després de la vicalvarada, a les eleccions de 1854 fou elegit diputat per Saragossa, i va ser nomenat per Baldomero Espartero Ministre d'Hisenda en substitució de Pascual Madoz al juny de 1855. Influït pel model anglès, va iniciar reformes legislatives amb vista a l'establiment de millors sistemes financers privats que impulsessin l'economia. Seva és la primera llei de societats anònimes de préstec i crèdit que permetria l'entrada de capitals estrangers per al finançament de projectes a Espanya. No va poder continuar el desenvolupament d'altres normes econòmiques a causa de la fi del Bienni Progressista.
A nivell privat va esbossar el projecte del ferrocarril a Canfranc per donar sortida a Aragó cap a França, així com un esborrany per fer navegable l'Ebre des de Tudela i poder comerciar amb Catalunya.
Un parc de Saragossa està dedicat a la seva persona.